# Ahmed Ghanem
Ahmed Ghanem és un escriptor i advocat nascut a Egipte. Escriu principalment sobre assumptes d'Egipte i l'Orient Mitjà.
Té estudis de dret, llengües comparades i egiptologia. És el fundador del programa cultural Egipte als ulls del món, que és considerat un dels projectes sense ànim de lucre més importants en el camp de la cultura a Egipte.

## Llibres
- Revolució egípcia (visió política i econòmica)
- La dona d'Egipte.
- La plaça Tahrir.
- Quart vell
- La revolució egípcia
- Per què molts egipcis van votar pel candidat de l'antic règim?
- Els estats totalitaris.